# Galatasaray Istanbul/Saison 1998/99
Die Saison 1998/99 von Galatasaray Istanbul war die 91. Saison in der Vereinsgeschichte und die 41. Saison in der türkischen Liga, der 1. Lig. Der Klub beendete die Saison wie in den beiden Spielzeiten zuvor auf dem 1. Platz und wurde zum 13 Mal türkischer Meister. Die Türkiye Kupası gewann Galatasaray Istanbul zum 12 Mal. In der UEFA Champions League schieden die Gelb-Roten in der Gruppenphase aus.

## Personalien

### Kader
| Nat.              | Name                | Geburtsdatum  | im Verein seit | vorheriger Verein     |
| Torhüter          | Torhüter            | Torhüter      | Torhüter       | Torhüter              |
| ----------------- | ------------------- | ------------- | -------------- | --------------------- |
| Turkei            | Mehmet Bölükbaşı    | 24. Aug. 1978 | 1998           | Kayserispor           |
| Turkei            | Kerem İnan          | 25. März 1980 | 1998           | eigene Jugend         |
| Brasilien         | Cláudio Taffarel    | 8. Mai 1966   | 1998           | Atlético Mineiro      |
| Abwehr            |                     |               |                |                       |
| Turkei            | Fatih Akyel         | 26. Dez. 1977 | 1997           | Bakırköyspor          |
| Turkei            | Adnan İlgin         | 3. Aug. 1973  | 1997           | Adıyamanspor          |
| Turkei            | Vedat İnceefe       | 1. Apr. 1974  | 1996           | Karabükspor           |
| Turkei            | Bülent Korkmaz      | 24. Nov. 1968 | 1987           | eigene Jugend         |
| Turkei            | Ergün Penbe         | 17. Mai 1972  | 1993           | Gençlerbirliği Ankara |
| Rumänien          | Gheorghe Popescu    | 9. Okt. 1967  | 1997           | FC Barcelona          |
| Turkei            | Alper Tezcan        | 5. Aug. 1971  | 1998           | eigene Jugend         |
| Turkei            | Hakan Ünsal         | 14. Mai 1973  | 1994           | Kardemir Karabükspor  |
| Mittelfeld        |                     |               |                |                       |
| Turkei            | Emre Belözoğlu      | 7. Sep. 1980  | 1997           | eigene Jugend         |
| Turkei            | Okan Buruk          | 19. Okt. 1973 | 1991           | eigene Jugend         |
| Turkei            | Ümit Davala         | 30. Juli 1973 | 1996           | İstanbulspor          |
| Rumänien          | Gheorghe Hagi       | 5. Feb. 1965  | 1996           | FC Barcelona          |
| Turkei            | Tolunay Kafkas      | 31. März 1968 | 1998           | Trabzonspor           |
| Turkei            | Suat Kaya           | 26. Aug. 1967 | 1992           | Konyaspor             |
| Turkei            | Tugay Kerimoğlu     | 24. Aug. 1970 | 1987           | eigene Jugend         |
| Turkei            | Ceyhun Müderrisoğlu | 20. Nov. 1981 | 1998           | eigene Jugend         |
| Turkei            | Hasan Şaş           | 1. Aug. 1976  | 1998           | MKE Ankaragücü        |
| Australien Turkei | Ufuk Talay          | 26. März 1976 | 1995           | Marconi Stallions     |
| Angriff           |                     |               |                |                       |
| Turkei            | Burak Akdiş         | 12. Juni 1977 | 1998           | Kartalspor            |
| Turkei            | Arif Erdem          | 2. Jan. 1972  | 1991           | Zeytinburnuspor U21   |
| Turkei            | Hakan Şükür         | 1. Sep. 1971  | 1992           | Bursaspor             |

#### Transfers
| Zugänge | Abgänge |
| --- | --- |
| Sommer 1998 - Burak Akdiş (Kartalspor) - Kerem İnan (eigene Jugend) - Tolunay Kafkas (Trabzonspor) - Gökmen Kore (eigene Jugend) - Ceyhun Müderrisoğlu (eigene Jugend) - Milan Pecelj (FK Austria Wien) - Hasan Şaş (MKE Ankaragücü) - Cláudio Taffarel (Atlético Mineiro) - Ufuk Talay (Karabükspor) w.a. - Orkun Uşak (eigene Jugend) Winter 1998/99 - Alper Tezcan (eigene Jugend) | Sommer 1998 - Osman Çoşkun (Bursaspor) a. - Ceyhun Eriş (Göztepe Izmir) a. - Mehmet Gönülaçar (Sakaryaspor) a. - Gökmen Kore (Malatyaspor) a. - Feti Okuroğlu (Trabzonspor) - Murat Özünal (Soma Linyitspor) Winter 1998/99 - Iulian Filipescu (Betis Sevilla) - Milan Pecelj (FK Radnički Niš) - Orkun Uşak (Beykozspor) a. |

## Spielkleidung
| Heim | Auswärts | Ausweich |

- Ausrüster: Adidas
- Trikotsponsor: Marshall boya

## Saison
Alle Ergebnisse aus Sicht von Galatasaray Istanbul.
Die Tabelle listet alle 1.-Lig-Spiele des Vereins der Saison 1998/99 auf. Siege sind grün, Unentschieden gelb und Niederlagen rot markiert.

### 1. Lig
| ST | Datum              | Gegner                | Ort                              | Ergebnis  | Tor(e) für Galatasaray Istanbul                                                                   | Karte(n) für Galatasaray Istanbul                                      |
| -- | ------------------ | --------------------- | -------------------------------- | --------- | ------------------------------------------------------------------------------------------------- | ---------------------------------------------------------------------- |
| 01 | 8. August 1998     | Altay Izmir           | Ali Sami Yen Stadyumu, Istanbul  | 3:1 (1:1) | 1:0 Hagi (5.), 2:1 Hagi (51.), 3:1 Kaya (86.)                                                     | Şaş (8.), Kerimoğlu (20.)                                              |
| 02 | 16. August 1998    | Bursaspor             | Atatürk Stadı, Bursa             | 5:0 (0:0) | 1:0 Hagi (49.), 2:0 Şükür (57.), 3:0 Şükür (63.), 4:0 Şükür (82.), 5:0 Erdem (84.)                | Erdem (42.), Belözoğlu (81.)                                           |
| 03 | 22. August 1998    | Kocaelispor           | Ali Sami Yen Stadyumu, Istanbul  | 3:1 (1:0) | 1:0 Hagi (34. Foulelfmeter), 2:0 Ünsal (48.), 3:0 Şaş (68.)                                       | Filipescu (15.), Buruk (45.), Hagi (36.)                               |
| 04 | 30. August 1998    | İstanbulspor          | İnönü Stadı, Istanbul            | 4:1 (2:0) | 1:0 Şaş (7.), 2:0 Şaş (45.), 3:1 Kerimoğlu (81.), 4:1 Şükür (88.)                                 | Buruk (35.), Filipescu (58.), İnceefe (72.)                            |
| 05 | 12. September 1998 | Erzurumspor           | Ali Sami Yen Stadyumu, Istanbul  | 5:0 (1:0) | 1:0 Şükür (22.), 2:0 Akyel (53.), 3:0 Davala (81.), 4:0 Şükür (88. Foulelfmeter), 5:0 Ünsal (90.) | Kafkas (35.)                                                           |
| 06 | 20. September 1998 | Fenerbahçe Istanbul   | Şükrü Saracoğlu Stadı, Istanbul  | 2:2 (1:2) | 1:2 Hagi (23.), 2:2 Şükür (87.)                                                                   | Popescu (8.), Buruk (22.), Filipescu (78.), Şükür (87.), İnceefe (11.) |
| 07 | 27. September 1998 | Gençlerbirliği Ankara | Ali Sami Yen Stadyumu, Istanbul  | 0:2 (0:1) | keine                                                                                             | Buruk (32.), Erdem (57.), Şükür (73.)                                  |
| 08 | 17. Oktober 1998   | Adanaspor             | 5 Ocak Stadı, Adana              | 2:2 (1:2) | 1:2 Kerimoğlu (44. Foulelfmeter), 2:2 Şaş (64.)                                                   | Ünsal (26.), Kafkas (28.), Davala (89.)                                |
| 09 | 24. Oktober 1998   | Samsunspor            | Ali Sami Yen Stadyumu, Istanbul  | 3:1 (0:1) | 1:1 Şükür (79.), 2:1 Şükür (48.), 3:1 Ünsal (89.)                                                 | Hagi (81.), Ünsal (85.), Akyel (85.)                                   |
| 10 | 31. Oktober 1998   | Karabükspor           | Yenişehir Stadı, Karabük         | 3:0 (2:0) | 1:0 Hagi (5.), 2:0 Hagi (39.), 3:0 Erdem (89.)                                                    | Popescu (24.), Buruk (64.)                                             |
| 11 | 8. November 1998   | Dardanelspor          | 18 Mart Stadı, Çanakkale         | 5:0 (2:0) | 1:1 Hagi (10. Foulelfmeter), 2:0 Erdem (36.), 3:0 Şükür (54.), 4:0 Buruk (59.), 5:0 Kafkas (88.)  | Şaş (26.), Ünsal (83.), Taffarel (83.)                                 |
| 12 | 15. November 1998  | Trabzonspor           | Ali Sami Yen Stadyumu, Istanbul  | 3:5 (2:2) | 1:1 Temizkanoğlu (14. Eigentor), 2:2 Korkmaz (45.), 3:4 Akdiş (88.)                               | Kerimoğlu (12.), Erdem (43.)                                           |
| 13 | 21. November 1998  | Sakaryaspor           | Atatürk Stadı, Sakarya           | 0:0       | keine                                                                                             | Hagi (4.), Buruk (34.), Ünsal (36.), Kerimoğlu (31.)                   |
| 14 | 12. Dezember 1998  | Antalyaspor           | Ali Sami Yen Stadyumu, Istanbul  | 3:1 (0:0) | 1:0 Belözoğlu (58.), 2:1 Buruk (78.), 3:1 Erdem (89.)                                             | Erdem (61.)                                                            |
| 15 | 16. Dezember 1998  | Beşiktaş Istanbul     | Ali Sami Yen Stadyumu, Istanbul  | 2:0 (1:0) | 1:0 Akyel (13.), 2:0 Belözoğlu (86.)                                                              | Popescu (59.), Belözoğlu (82.), Filipescu (88.)                        |
| 16 | 20. Dezember 1998  | Gaziantepspor         | Kamil Ocak Stadı, Gaziantep      | 2:1 (1:0) | 1:0 Şükür (29.), 2:1 Kaya (87.)                                                                   | Filipescu (14.), Popescu (72.), Şaş (78.)                              |
| 17 | 23. Dezember 1998  | MKE Ankaragücü        | 19 Mayıs Stadı, Ankara           | 2:2 (2:0) | 1:0 Şükür (20.), 2:0 Buruk (27.)                                                                  | Kafkas (38.), Ünsal (46.), Davala (60.), Buruk (72.)                   |
| 18 | 31. Januar 1999    | Altay Izmir           | Atatürk Stadı, Izmir             | 2:0 (1:0) | 1:0 Hagi (35.), 2:0 Erdem (54.)                                                                   | keine                                                                  |
| 19 | 7. Februar 1999    | Bursaspor             | Ali Sami Yen Stadyumu, Istanbul  | 5:0 (3:0) | 1:0 Hagi (2.), 2:0 Hagi (20.), 3:0 Erdem (44.), 4:0 Hagi (62.), 5:0 Erdem (69.)                   | Popescu (23.)                                                          |
| 20 | 12. Februar 1999   | Kocaelispor           | İsmetpaşa Stadyumu, İzmit        | 2:1 (0:0) | 1:0 Şükür (53.), 2:0 Şükür (58.)                                                                  | Hagi (51.), Belözoğlu (86.)                                            |
| 21 | 21. Februar 1999   | İstanbulspor          | Ali Sami Yen Stadyumu, Istanbul  | 3:3 (1:1) | 1:0 Buruk (32.), 2:1 Erdem (56.), 3:3 Akyel (89.)                                                 | Buruk (37.), Ünsal (43.), Davala (69.) Kerimoğlu (73.), Popescu (73.)  |
| 22 | 28. Februar 1999   | Erzurumspor           | Cemal Gürsel Stadı, Erzurum      | 1:0 (0:0) | 1:0 Akdiş (66.)                                                                                   | keine                                                                  |
| 23 | 7. März 1999       | Fenerbahçe Istanbul   | Ali Sami Yen Stadyumu, Istanbul  | 2:0 (0:0) | 1:0 Buruk (55.), 2:0 Şükür (82.)                                                                  | Buruk (12.), Akyel (22.), Taffarel (71.)                               |
| 24 | 14. März 1999      | Gençlerbirliği Ankara | 19 Mayıs Stadı, Ankara           | 2:1 (2:1) | 1:0 Hagi (12.), 2:1 Buruk (35.)                                                                   | Erdem (24.), İnceefe (65.), Taffarel (86.), Davala (88.)               |
| 25 | 19. März 1999      | Adanaspor             | Ali Sami Yen Stadyumu, Istanbul  | 1:1 (0:1) | 1:1 Şükür (85.)                                                                                   | Korkmaz (73.)                                                          |
| 26 | 3. April 1999      | Samsunspor            | 19 Mayıs Stadı, Samsun           | 3:0 (1:0) | 1:0 Erdem (8.), 2:0 Popescu (23.), 3:0 Penbe (90.)                                                | Kaya (16.), Popescu (43.)                                              |
| 27 | 10. April 1999     | Karabükspor           | Ali Sami Yen Stadyumu, Istanbul  | 2:0 (2:0) | 1:0 Erdem (19.), 2:0 Buruk (30.)                                                                  | keine                                                                  |
| 28 | 17. April 1999     | Dardanelspor          | Ali Sami Yen Stadyumu, Istanbul  | 5:2 (3:1) | 1:0 Davala (10.), 2:0 Erdem (14.), 3:1 Buruk (38.), 4:1 Erdem (55.), 5:1 Erdem (90.)              | Kafkas (82.), Kaya (83.)                                               |
| 29 | 25. April 1999     | Trabzonspor           | Hüseyin Avni Aker Stadı, Trabzon | 3:0 (1:0) | 1:0 Buruk (36.), 2:0 Erdem (52.), 3:0 Şükür (71. Foulelfmeter)                                    | Şükür (21.)                                                            |
| 30 | 30. April 1999     | Sakaryaspor           | Ali Sami Yen Stadyumu, Istanbul  | 3:0 (1:0) | 1:0 Buruk (16.), 2:0 Hagi (47.), 3:0 Şükür (52. Foulelfmeter)                                     | Hagi (4.), Buruk (34.), Ünsal (36.), Kerimoğlu (31.)                   |
| 31 | 9. Mai 1999        | Beşiktaş Istanbul     | İnönü Stadı, Istanbul            | 1:1 (1:0) | 1:0 Buruk (4.)                                                                                    | Şükür (72.), Hagi (78.)                                                |
| 32 | 14. Mai 1999       | MKE Ankaragücü        | Ali Sami Yen Stadyumu, Istanbul  | 2:1 (1:0) | 1:0 Akdiş (44.), 2:1 Şükür (66.)                                                                  | Korkmaz (53.), Kerimoğlu (68.), Popescu (71.)                          |
| 33 | 23. Mai 1999       | Antalyaspor           | Atatürk Stadı, Antalya           | 1:1 (1:0) | 1:1 Akdiş (25.)                                                                                   | keine                                                                  |
| 34 | 30. Mai 1999       | Gaziantepspor         | Ali Sami Yen Stadyumu, Istanbul  | 0:0       | keine                                                                                             | Hagi (22.), Kaya (25.)                                                 |

### Türkiye Kupası
| Runde        | Datum             | Gegner       | Ort                             | Ergebnis  | Tor(e) für Galatasaray Istanbul                                        | Karte(n) für Galatasaray Istanbul |
| ------------ | ----------------- | ------------ | ------------------------------- | --------- | ---------------------------------------------------------------------- | --------------------------------- |
| AF-Hinspiel  | 18. November 1998 | Adanaspor    | 5 Ocak Stadı, Adana             | 2:0 (1:0) | 1:0 Popescu (3.), 2:0 Akdiş (76.)                                      | Kafkas (38.), Ünsal (44.)         |
| AF-Rückspiel | 23. Januar 1999   | Adanaspor    | Ali Sami Yen Stadyumu, Istanbul | 4:1 (1:1) | 1:1 Erdem (35.), 2:1 Belözoğlu (47.), 3:1 Erdem (48.), 4:1 Şükür (61.) | keine                             |
| VF-Hinspiel  | 27. Januar 1999   | İstanbulspor | Bayrampaşa Stadı, Istanbul      | 0:0       | keine                                                                  | keine                             |
| VF-Rückspiel | 3. Februar 1999   | İstanbulspor | Ali Sami Yen Stadyumu, Istanbul | 3:2 (1:1) | 1:1 Erdem (40.), 2:1 Hagi (62.), 3:1 Şaş (79.)                         | Belözoğlu (8.), Şaş (72.)         |
| HF-Hinspiel  | 17. Februar 1999  | Sakaryaspor  | Atatürk Stadı, Sakarya          | 1:2 (0:1) | 1:1 Belözoğlu (71.)                                                    | Belözoğlu (65.), Popescu (83.)    |
| HF-Rückspiel | 10. März 1999     | Sakaryaspor  | Ali Sami Yen Stadyumu, Istanbul | 2:0 (1:0) | 1:0 Erdem (24.), 2:0 Davala (64.)                                      | Hagi (85.)                        |

#### Finale

##### Hinspiel
| Paarung              | Galatasaray Istanbul – Beşiktaş Istanbul |
| Ergebnis             | 0:0 |
| Datum                | 14. April 1999 um 18:00 Uhr |
| Stadion              | Ali Sami Yen Stadyumu, Istanbul |
| Schiedsrichter       | Muhittin Boşat (Istanbul) |
| Tore                 | keine |
| Galatasaray Istanbul | Cláudio Taffarel – Ümit Davala, Fatih Akyel, Bülent Korkmaz , Hakan Ünsal – Suat Kaya, Gheorghe Hagi, Okan Buruk, Emre Belözoğlu (73. ) – Arif Erdem (83. ), Hakan Şükür Ersatzbank: Mehmet Bölükbaşı, Vedat İnceefe, Ergün Penbe (73. ), Tolunay Kafkas, Tugay Kerimoğlu (83. ), Ufuk Talay, Burak Akdiş Cheftrainer: Fatih Terim                                                        |
| Beşiktaş Istanbul    | Fevzi Tuncay – Ali Eren Beşerler, Mutlu Topçu, Jamal Sellami, Ayhan Akman (68. ) – Yasin Sülün, Mehmet Özdilek , Savaş Kaya – Daniel Amokachi (88. ), Ertuğrul Sağlam, Oktay Derelioğlu (76. ) Ersatzbank: Ekrem Köse, Erkan Avseren, Hikmet Çapanoğlu, José del Solar (68. ), Aydın Tuna, Serdar Topraktepe (88. ), Nihat Kahveci (76. ) Cheftrainer: Karl-Heinz Feldkamp ( Deutschland) |
| Gelbe Karten         | Gheorghe Hagi (23.) – Mehmet Özdilek (15.), Oktay Derelioğlu (29.), Daniel Amokachi (52.), Ayhan Akman (60.), José del Solar (76.) |

##### Rückspiel
| Paarung              | Beşiktaş Istanbul – Galatasaray Istanbul |
| Ergebnis             | 0:2 (0:0) |
| Datum                | 5. Mai 1999 um 19:00 Uhr |
| Stadion              | Inönü Stadı, Istanbul |
| Schiedsrichter       | Oğuz Sarvan |
| Tore                 | 0:1 Ümit Davala (52. Ünsal) 0:2 Ümit Davala (68. Penbe) |
| Beşiktaş Istanbul    | Fevzi Tuncay – Alpay Özalan, Mutlu Topçu, Jamal Sellami (82. ), Ayhan Akman (75. ) – Yasin Sülün, Tayfur Havutçu, Mehmet Özdilek , Savaş Kaya – Daniel Amokachi, Ertuğrul Sağlam (65. ) Ersatzbank: Hakan Çalışkan, Erkan Avseren (82. ), Hikmet Çapanoğlu, Rahim Zafer, Christopher Ohen (75. ), Serdar Topraktepe, Nihat Kahveci (65. ) Cheftrainer: Karl-Heinz Feldkamp ( Deutschland) |
| Galatasaray Istanbul | Cláudio Taffarel – Ümit Davala (89. ), Fatih Akyel, Bülent Korkmaz , Gheorghe Popescu – Hakan Ünsal, Suat Kaya, Okan Buruk (85. ), Ergün Penbe (83. ), Emre Belözoğlu – Hakan Şükür Ersatzbank: Kerem İnan, Vedat İnceefe (85. ), Tolunay Kafkas, Tugay Kerimoğlu (83. ), Ufuk Talay (89. ), Burak Akdiş Cheftrainer: Fatih Terim                                                         |
| Gelbe Karten         | Jamal Sellami (15.), Alpay Özalan (18.), Yasin Sülün (19.) – Emre Belözoğlu (28.), Hakan Ünsal (30.) |

### UEFA Champions League
| Runde                            | Datum              | Gegner                  | Ort                             | Ergebnis  | Tor(e) für Galatasaray Istanbul                   | Karte(n) für Galatasaray Istanbul                        |
| -------------------------------- | ------------------ | ----------------------- | ------------------------------- | --------- | ------------------------------------------------- | -------------------------------------------------------- |
| 2. Qualifikationsrunde-Hinspiel  | 12. August 1998    | Grasshopper Club Zürich | Ali Sami Yen Stadyumu, Istanbul | 2:1 (0:0) | 1:0 Hagi (59.), 2:0 Şükür (65.)                   | Belözoğlu (36.), Kerimoğlu (81.)                         |
| 2. Qualifikationsrunde-Rückspiel | 26. August 1998    | Grasshopper Club Zürich | Letzigrund, Zürich              | 3:2 (2:1) | 1:0 Şükür (17.), 2:0 Şükür (45.), 3:1 Hagi (65.)  | Filipescu (26.), Ünsal (57.), Şaş (58.)                  |
| Gruppenphase                     | 16. September 1998 | Juventus Turin          | Stadio delle Alpi, Turin        | 2:2 (1:1) | 1:1 Şükür (44.), 2:1 Davala (63.)                 | Buruk (2.) Hagi (67.), Şükür (89.)                       |
| Gruppenphase                     | 30. September 1998 | Athletic Bilbao         | Ali Sami Yen Stadyumu, Istanbul | 2:1 (1:1) | 1:0 Buruk (16.), 2:1 Hagi (90.+2')                | Filipescu (9.), Kerimoğlu (55.)                          |
| Gruppenphase                     | 21. Oktober 1998   | Rosenborg Trondheim     | Lerkendal-Stadion, Trondheim    | 0:3 (0:0) | keine                                             | Davala (20.), İnceefe (40.), İnceefe (79.)               |
| Gruppenphase                     | 4. November 1998   | Rosenborg Trondheim     | Ali Sami Yen Stadyumu, Istanbul | 3:0 (0:0) | 1:0 Şükür (55.), 2:0 Erdem (66.), 3:0 Şükür (74.) | Erdem (66.)                                              |
| Gruppenphase                     | 2. Dezember 1998   | Juventus Turin          | Ali Sami Yen Stadyumu, Istanbul | 1:1 (0:0) | 1:1 Kaya (90.+2')                                 | Kafkas (5.) Ünsal (22.), Şükür (69.), Filipescu (90.+2') |
| Gruppenphase                     | 9. Dezember 1998   | Athletic Bilbao         | San Mamés, Bilbao               | 0:1 (0:1) | keine                                             | Kaya (56.), Buruk (67.), Davala (69.)                    |

### TSYD Kupası
| Datum          | Gegner              | Ort                             | Ergebnis  | Tor(e) für Galatasaray Istanbul                                | Karte(n) für Galatasaray Istanbul                                   |
| -------------- | ------------------- | ------------------------------- | --------- | -------------------------------------------------------------- | ------------------------------------------------------------------- |
| 26. Juli 1998  | Fenerbahçe Istanbul | Şükrü Saracoğlu Stadı, Istanbul | 4:1 (1:1) | 1:1 Şükür (35.), 2:1 Şaş (51.), 3:1 Şaş (62.), 4:1 Erdem (69.) | Erdem (25.), Kerimoğlu (27.), Şaş (51.), Akyel (54.), Korkmaz (82.) |
| 2. August 1998 | Beşiktaş Istanbul   | Ali Sami Yen Stadyumu, Istanbul | 0:0       | keine                                                          | Akyel (56.)                                                         |

## Statistiken

### Teamstatistik
| Wettbewerb            | Punkte | daheim | daheim | daheim | daheim | daheim | auswärts | auswärts | auswärts | auswärts | auswärts | Gesamt | Gesamt | Gesamt | Gesamt | Gesamt | Tordifferenz |
| Wettbewerb            | Punkte | Sp     | G      | U      | N      | TV     | Sp       | G        | U        | N        | TV       | Sp     | G      | U      | N      | TV     | Tordifferenz |
| --------------------- | ------ | ------ | ------ | ------ | ------ | ------ | -------- | -------- | -------- | -------- | -------- | ------ | ------ | ------ | ------ | ------ | ------------ |
| 1. Lig                | 78     | 17     | 12     | 3      | 2      | 45:18  | 17       | 11       | 6        | 0        | 40:12    | 34     | 23     | 9      | 2      | 85:30  | +55          |
| Türkiye Kupası        | –      | 4      | 3      | 1      | 0      | 9:3    | 4        | 2        | 1        | 1        | 5:2      | 8      | 5      | 2      | 1      | 14:5   | +9           |
| UEFA Champions League | –      | 4      | 3      | 1      | 0      | 8:3    | 4        | 1        | 1        | 2        | 5:8      | 8      | 4      | 2      | 2      | 13:11  | +2           |
| Gesamt                | 78     | 25     | 18     | 5      | 2      | 62:24  | 25       | 14       | 8        | 3        | 50:22    | 50     | 32     | 13     | 5      | 112:46 | +66          |

### Saisonverlauf
| Spieltag | 1 | 2 | 3 | 4 | 5 | 6 | 7 | 8 | 9 | 10 | 11 | 12 | 13 | 14 | 15 | 16 | 17 | 18 | 19 | 20 | 21 | 22 | 23 | 24 | 25 | 26 | 27 | 28 | 29 | 30 | 31 | 32 | 33 | 34 |
| -------- | - | - | - | - | - | - | - | - | - | -- | -- | -- | -- | -- | -- | -- | -- | -- | -- | -- | -- | -- | -- | -- | -- | -- | -- | -- | -- | -- | -- | -- | -- | -- |
| Spielort | H | A | H | A | H | A | H | A | H | A  | A  | H  | A  | H  | A  | H  | A  | A  | H  | A  | H  | A  | H  | A  | H  | A  | H  | H  | A  | H  | A  | H  | A  | H  |
| Resultat | S | S | S | S | S | U | N | U | S | S  | S  | N  | U  | S  | S  | S  | U  | S  | S  | S  | U  | S  | S  | S  | U  | S  | S  | S  | S  | S  | U  | S  | U  | U  |
| Platz    | 1 | 3 | 1 | 1 | 1 | 1 | 1 | 3 | 3 | 2  | 2  | 2  | 2  | 2  | 2  | 3  | 3  | 3  | 3  | 3  | 2  | 2  | 1  | 1  | 1  | 1  | 1  | 1  | 1  | 1  | 1  | 1  | 1  | 1  |

Quelle: https://www.weltfussball.de/spielplan/tur-sueperlig-1998-1999
Legende: Spielort: H = Heim; A = Auswärts. Resultat: S = Sieg; U = Unentschieden; N = Niederlage

### Spielerstatistiken
| Spieler             | 1. Lig   | 1. Lig | 1. Lig      | 1. Lig     | Türkiye Kupası | Türkiye Kupası | Türkiye Kupası | Türkiye Kupası | UEFA Champions League | UEFA Champions League | UEFA Champions League | UEFA Champions League | TSYD Kupası | TSYD Kupası | TSYD Kupası | TSYD Kupası | Total    | Total | Total       | Total      |
| Spieler             | Einsätze | Tore   | Gelbe Karte | Rote Karte | Einsätze       | Tore           | Gelbe Karte    | Rote Karte     | Einsätze              | Tore                  | Gelbe Karte           | Rote Karte            | Einsätze    | Tore        | Gelbe Karte | Rote Karte  | Einsätze | Tore  | Gelbe Karte | Rote Karte |
| ------------------- | -------- | ------ | ----------- | ---------- | -------------- | -------------- | -------------- | -------------- | --------------------- | --------------------- | --------------------- | --------------------- | ----------- | ----------- | ----------- | ----------- | -------- | ----- | ----------- | ---------- |
| Burak Akdiş         | 17       | 4      | 0           | 0          | 3              | 1              | 0              | 0              | 1                     | 0                     | 0                     | 0                     | 1           | 0           | 0           | 0           | 22       | 5     | 0           | 0          |
| Fatih Akyel         | 30       | 3      | 2           | 0          | 8              | 0              | 0              | 0              | 6                     | 0                     | 0                     | 0                     | 2           | 0           | 2           | 0           | 46       | 3     | 4           | 0          |
| Emre Belözoğlu      | 27       | 2      | 3           | 0          | 6              | 2              | 3              | 0              | 3                     | 0                     | 1                     | 0                     | 2           | 0           | 0           | 0           | 38       | 4     | 7           | 0          |
| Mehmet Bölükbaşı    | 2        | 0      | 0           | 0          | 0              | 0              | 0              | 0              | 0                     | 0                     | 0                     | 0                     | 1           | 0           | 0           | 0           | 3        | 0     | 0           | 0          |
| Okan Buruk          | 28       | 11     | 9           | 0          | 6              | 0              | 0              | 0              | 8                     | 1                     | 2                     | 0                     | 2           | 0           | 0           | 0           | 44       | 12    | 11          | 0          |
| Osman Coşkun        | 0        | 0      | 0           | 0          | 0              | 0              | 0              | 0              | 0                     | 0                     | 0                     | 0                     | 1           | 0           | 0           | 0           | 1        | 0     | 0           | 0          |
| Ümit Davala         | 25       | 2      | 4           | 0          | 8              | 3              | 0              | 0              | 6                     | 1                     | 2                     | 0                     | 0           | 0           | 0           | 0           | 39       | 6     | 6           | 0          |
| Arif Erdem          | 27       | 14     | 5           | 0          | 6              | 4              | 0              | 0              | 6                     | 1                     | 1                     | 0                     | 2           | 1           | 1           | 0           | 41       | 20    | 7           | 0          |
| Iulian Filipescu    | 12       | 0      | 5           | 0          | 1              | 0              | 0              | 0              | 7                     | 0                     | 3                     | 0                     | 1           | 0           | 0           | 0           | 21       | 0     | 8           | 0          |
| Gheorghe Hagi       | 28       | 14     | 5           | 1          | 4              | 1              | 2              | 0              | 8                     | 3                     | 1                     | 0                     | 1           | 0           | 0           | 0           | 41       | 18    | 8           | 1          |
| Adnan İlgin         | 0        | 0      | 0           | 0          | 0              | 0              | 0              | 0              | 0                     | 0                     | 0                     | 0                     | 0           | 0           | 0           | 0           | 0        | 0     | 0           | 0          |
| Kerem İnan          | 1        | 0      | 0           | 0          | 0              | 0              | 0              | 0              | 0                     | 0                     | 0                     | 0                     | 0           | 0           | 0           | 0           | 1        | 0     | 0           | 0          |
| Vedat İnceefe       | 13       | 0      | 2           | 1          | 3              | 0              | 0              | 0              | 7                     | 0                     | 1                     | 1                     | 2           | 0           | 0           | 0           | 25       | 0     | 3           | 2          |
| Tolunay Kafkas      | 14       | 1      | 4           | 0          | 3              | 0              | 1              | 0              | 4                     | 0                     | 0                     | 0                     | 0           | 0           | 0           | 0           | 21       | 1     | 5           | 0          |
| Suat Kaya           | 23       | 2      | 4           | 0          | 3              | 0              | 0              | 0              | 4                     | 1                     | 0                     | 0                     | 2           | 0           | 0           | 0           | 32       | 3     | 4           | 0          |
| Tugay Kerimoğlu     | 22       | 2      | 4           | 1          | 7              | 0              | 0              | 0              | 5                     | 0                     | 2                     | 0                     | 2           | 0           | 1           | 0           | 36       | 2     | 7           | 1          |
| Bülent Korkmaz      | 21       | 1      | 2           | 0          | 6              | 0              | 0              | 0              | 2                     | 0                     | 0                     | 0                     | 2           | 0           | 1           | 0           | 31       | 1     | 3           | 0          |
| Ceyhun Müderrisoğlu | 0        | 0      | 0           | 0          | 0              | 0              | 0              | 0              | 0                     | 0                     | 0                     | 0                     | 0           | 0           | 0           | 0           | 0        | 0     | 0           | 0          |
| Ergün Penbe         | 24       | 1      | 0           | 0          | 7              | 0              | 0              | 0              | 5                     | 0                     | 0                     | 0                     | 2           | 0           | 0           | 0           | 38       | 1     | 0           | 0          |
| Gheorghe Popescu    | 29       | 1      | 8           | 0          | 5              | 1              | 1              | 0              | 8                     | 0                     | 0                     | 0                     | 1           | 0           | 0           | 0           | 43       | 2     | 9           | 0          |
| Hasan Şaş           | 24       | 4      | 3           | 0          | 5              | 1              | 1              | 0              | 8                     | 0                     | 1                     | 0                     | 1           | 2           | 1           | 0           | 38       | 7     | 6           | 0          |
| Hakan Şükür         | 33       | 19     | 4           | 0          | 7              | 1              | 0              | 0              | 7                     | 6                     | 2                     | 0                     | 2           | 1           | 0           | 0           | 49       | 27    | 6           | 0          |
| Cláudio Taffarel    | 32       | 0      | 3           | 0          | 8              | 0              | 0              | 0              | 8                     | 0                     | 0                     | 0                     | 1           | 0           | 0           | 0           | 49       | 0     | 3           | 0          |
| Ufuk Talay          | 8        | 0      | 0           | 0          | 4              | 0              | 0              | 0              | 1                     | 0                     | 0                     | 0                     | 0           | 0           | 0           | 0           | 13       | 0     | 0           | 0          |
| Alper Tezcan        | 2        | 0      | 0           | 0          | 3              | 0              | 0              | 0              | 0                     | 0                     | 0                     | 0                     | 1           | 0           | 0           | 0           | 6        | 0     | 0           | 0          |
| Hakan Ünsal         | 31       | 3      | 7           | 0          | 7              | 0              | 2              | 0              | 6                     | 0                     | 2                     | 0                     | 2           | 0           | 0           | 0           | 46       | 3     | 11          | 0          |